# يوشيا ماراكو
يوشيا ماراكو، من مواليد 30 مارس 2000 في نيوزيلندا، هو لاعب اتحاد الرجبي النيوزيلندي. يلعب كلاعب وسط مع فريق Lyon OU في قائمة أفضل 14 لاعبًا منذ عام 2022.